# Dādestān ī Dēnīg
Dādestān ī Dēnīg (/daːdestaːn iː deːniːɡ/ "Các phán xét Tôn giáo") hoặc Pursišn-Nāmag (/puɾsiʃnaːmaɡ/, "Sách Vấn đáp") là một tác phẩm Ba Tư trung cổ viết vào thế kỷ thứ 9 bởi Manuščihr, tu sĩ trọng vọng cấp cao của cộng đồng Hoả giáo Ba Tư vùng Pārs và Kermān, con trai của Juvānjam và anh em với Zādspram. Tác phẩm này bao gồm một phần giới thiệu và chín mươi hai câu hỏi cùng những câu trả lời của Manuščihr. Các câu hỏi của ông liên quan đến các lĩnh vực tôn giáo, xã hội, đạo đức, pháp lý, triết học, vũ trụ học, v.v.. Phong cách viết của ông là trừu tượng khó hiểu, súc tích và bị ảnh hưởng nặng nề bởi Ba Tư mới."